# الکساندر لوکین (شخصیت کامیک)
الکساندر لوکین یک شخصیت تخیلی در کتاب‌های کامیک مارول کامیکس می‌باشد. این کاراکتر به وسیلهٔ اد بروبیکر و استیو اپتینگ خلق شده و در کاپیتان آمریکا (سری پنجم) شمارهٔ اول (۲۰۰۴) برای اولین بار معرفی شد.